# فريدريك إتش تريمبل
فريدريك إتش تريمبل (بالإنجليزية: Frederick H. Trimble)‏ هو مهندس معماري أمريكي، ولد في 1878، وتوفي في 1934.